# Langues en Ouzbékistan
L'ouzbek du Nord, la première langue officielle de l'Ouzbékistan, est parlée par 17 millions de personnes dans le pays (66 % de la population). Le russe, principalement à Tachkent et dans les grandes villes, reste la deuxième langue officielle de l'Ouzbékistan, et une langue importante de communication interethnique, en science, dans le commerce et dans la publicité. Les langues tadjike et karakalpake sont également largement utilisées localement.
Il est difficile d'évaluer le nombre précis des russophones : avant 1992, le russe était obligatoire de l'école primaire à l'université, et donc, généralement, les citoyens ouzbeks scolarisés à cette époque parlent couramment le russe, ou ont des notions de russe. Dans le pays, un russophone n'a généralement pas de problème pour trouver un interlocuteur, même en milieu rural. 
Depuis 1992, le pays met l'accent à développer la langue ouzbèke, et le russe va prendre moins d'importance, d'autant plus que l'État ouzbek souhaite développer la langue anglaise auprès des plus jeunes.